# Templo de Artemisa (Delos)
El Templo de Artemisa o Artemisión (en griego antiguo: Ἀρτεμίσιον) fue un antiguo templo griego dedicado a Artemisa en la isla de Delos, en Grecia. Sus ruinas forman parte del yacimiento arqueológico de Delos, declarado Patrimonio de la Humanidad por la Unesco.Más concretamente, el yacimiento forma parte del santuario de Apolo y Artemisa de Delos.

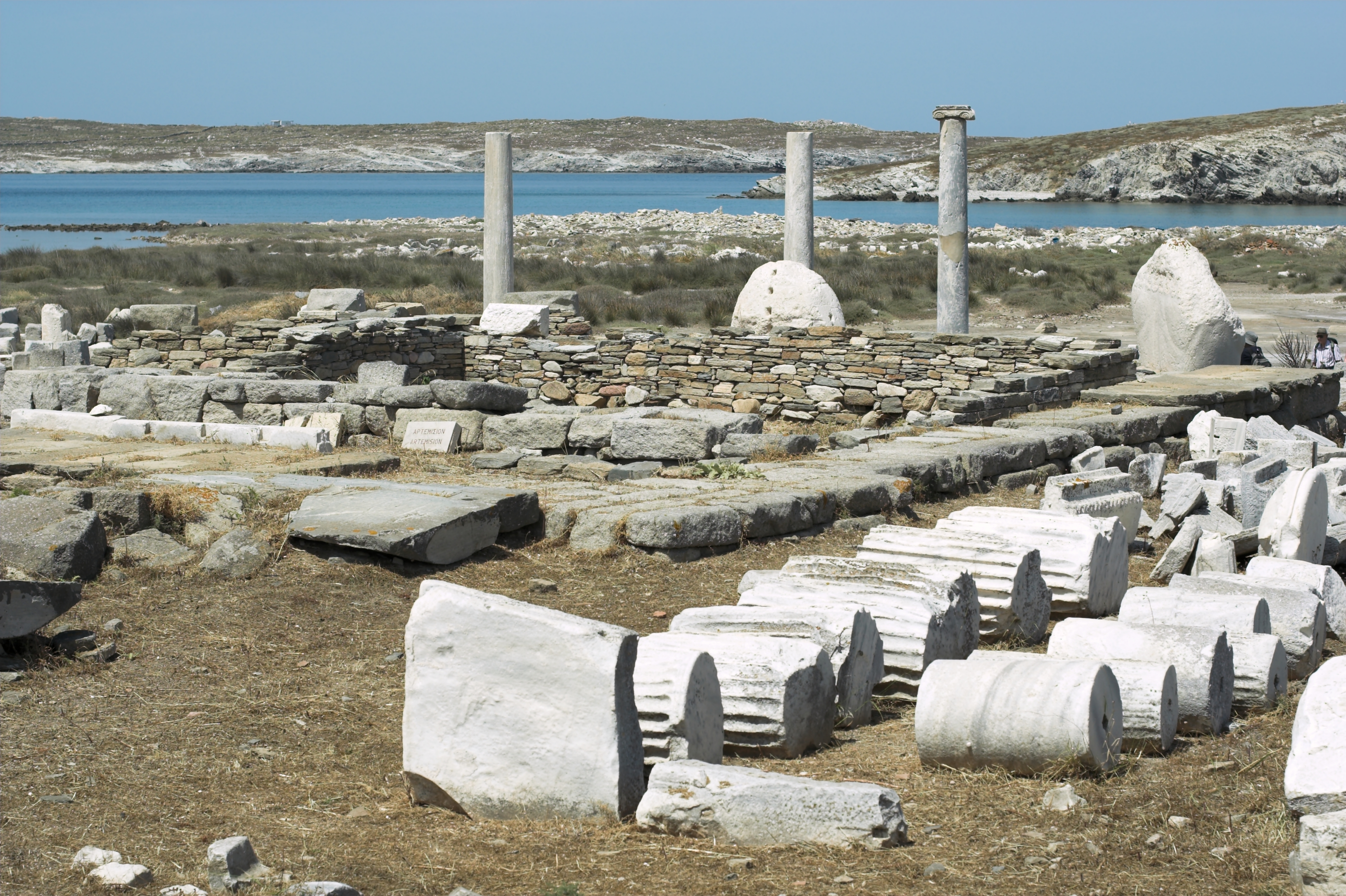
Ruinas del templo de Artemisa.

Se construyó en el período helenístico alrededor del año 179 a. C. En el lugar había un templo anterior del periodo arcaico, construido en el 600 a. C., que se incorporó al templo helenístico. A su vez, había sido el emplazamiento de un edificio de la periodo micénico. Estaba situado al oeste del llamado Templo de Apolo Poros  y de otros templos dedicados a Apolo, hermano de Artemisa, y al sur de la llamada Estoa en forma de letra L.
Estaba construido sobre un alto pedestal y adoptaba el estilo jónico. La naos o cella del templo medía 8,6 m de largo y 9,6 m de ancho, es decir, era más ancha que larga. Se abría hacia el este y tenía seis columnas jónicas delante.
Cerca del templo se encontraba la tumba de las doncellas hiperbóreas Laódice e Hipéroca, también mencionadas por Heródoto.
 Cerca del templo se ha encontrado un depósito de objetos micénicos de oro y marfil. En las inmediaciones también se ha encontrado la llamada Kore de Nicandre, donada a Artemisa y datada en torno al 640 a. C. Es una de las primeras esculturas de kores conocidas y contiene una de las primeras inscripciones griegas en piedra.